# Harleys in Hawaii
«Harleys in Hawaii» es una canción interpretada por la cantante y compositora estadounidense Katy Perry, se lanzó el 16 de octubre de 2019 a través de Capitol Records. Fue anunciada en julio de 2019, durante una entrevista con el DJ de radio Zach Sang. La canción fue escrita por Perry, Charlie Puth, Johan Carlsson y Jacob Kasher Hindlin.

## Antecedentes y composición
Aunque la canción fue anunciada previamente durante una entrevista con Zach Sang show en el mes de julio de 2019. Charlie Puth, quien también compuso su sencillo anterior «Small Talk», coescribió esta canción. Durante una transmisión en vivo, Puth declaró que la canción se lanzaría el 18 de octubre de 2019. Además comentó en septiembre de 2019 que estaba en el proceso de aprobar una mezcla para el tema, y que se había «divertido mucho» creando la canción con Perry. La pista fue escrita por Perry, Charlie Puth, Johan Carlsson y Jacob Kasher Hindlin, mientras que la producción fue llevada a cabo por Puth y Carlsson.
Finalmente, el 14 de octubre Perry anunció la fecha del lanzamiento del tema para el 16 de octubre de 2019 junto a su portada oficial, en la cual se le ve montada arriba de una motocicleta.Fox News llamó a la portada una imagen «retro». Según la cantante, la inspiración del tema surgió después de que su novio Orlando Bloom, comprara un motocicleta de la marca Harley-Davidson en Hawái.

## Vídeo musical
El video oficial de «Harleys in Hawaii» fue grabado entre julio y agosto de 2019 en Kauai, Hawái. Se lanzó oficialmente el 16 de octubre de 2019. Fue dirigido por Pau Lopez, Gerardo del Hierro y  Tomas Pena.

## Lista de canciones
- Descarga digital[1]

| N.º | Título                       | Duración |  |
| 1.  | «Harleys in Hawaii» (single) | 3:05     |  |

- Win and Woo Remix[20]

| N.º | Título                                  | Duración |  |
| 1.  | «Harleys in Hawaii» (Win and Woo Remix) | 3:26     |  |

- KANDY Remix[21]

| N.º | Título                            | Duración |  |
| 1.  | «Harleys in Hawaii» (KANDY Remix) | 2:45     |  |

## Créditos y personal
Créditos adaptados de Tidal.
- Katy Perry - voz, composición
- Charlie Puth - composición, producción, coros, programación de batería, sintetizador
- Johan Carlsson - composición, producción, coros, programación de batería, sintetizador, guitarra, rodas
- Jacob Kasher Hindlin - composición
- Jeremy Lertola - ingeniería, ingeniero asistente de grabación
- Cory Bice - ingeniería
- Rachael Findlen - ingeniería
- Sam Holland - ingeniería
- Peter Karlsson - edición vocal, producción vocal
- Serban Ghenea - mezcla
- John Hanes - ingeniería de mezclas
- Dave Kutch - ingeniería de masterización

## Posicionamiento en listas
| Listas (2019)                                   | Mejor posición |
| ----------------------------------------------- | -------------- |
| Australia (ARIA)                                | 36             |
| Bélgica (Ultratop) Flanders                     | 37             |
| Canadá (Canadian Hot 100)                       | 71             |
| Croacia (HRT)                                   | 45             |
| Escocia (Official Charts Company)               | 67             |
| Eslovaquia (Singles Digitál Top 100)            | 43             |
| Estados Unidos (Bubbling Under Hot 100 Singles) | 10             |
| Hungría (Single Top 40)                         | 37             |
| Irlanda (IRMA)                                  | 42             |
| Nueva Zelanda Hot Singles (RMNZ)                | 1              |
| Reino Unido (UK Singles Chart)                  | 45             |
| República Checa (Singles Digitál Top 100)       | 69             |
| Suecia (Sverigetopplistan)                      | 7              |
| Suiza (Schweizer Hitparade)                     | 72             |
| Venezuela (Record Report)                       | 11             |

## Historial de lanzamiento
| País      | Fecha                   | Formato                      | Discográfica    | Ref    |
| --------- | ----------------------- | ---------------------------- | --------------- | ------ |
| Varios    | 16 de octubre de 2019   | Descarga digital y Streaming | Capitol Records | [ 1 ]  |
| Australia | 18 de octubre de 2019   | Contemporary hit radio       | Capitol Records | [ 38 ] |
| Varios    | 13 de noviembre de 2019 | Win and Woo Remix            | Capitol Records | [ 20 ] |
| Varios    | 13 de noviembre de 2019 | KANDY Remix                  | Capitol Records | [ 21 ] |